# Svínoy, Svínoy
Svínoy este un oraș din Insulele Faroe.